# Clavis Artis

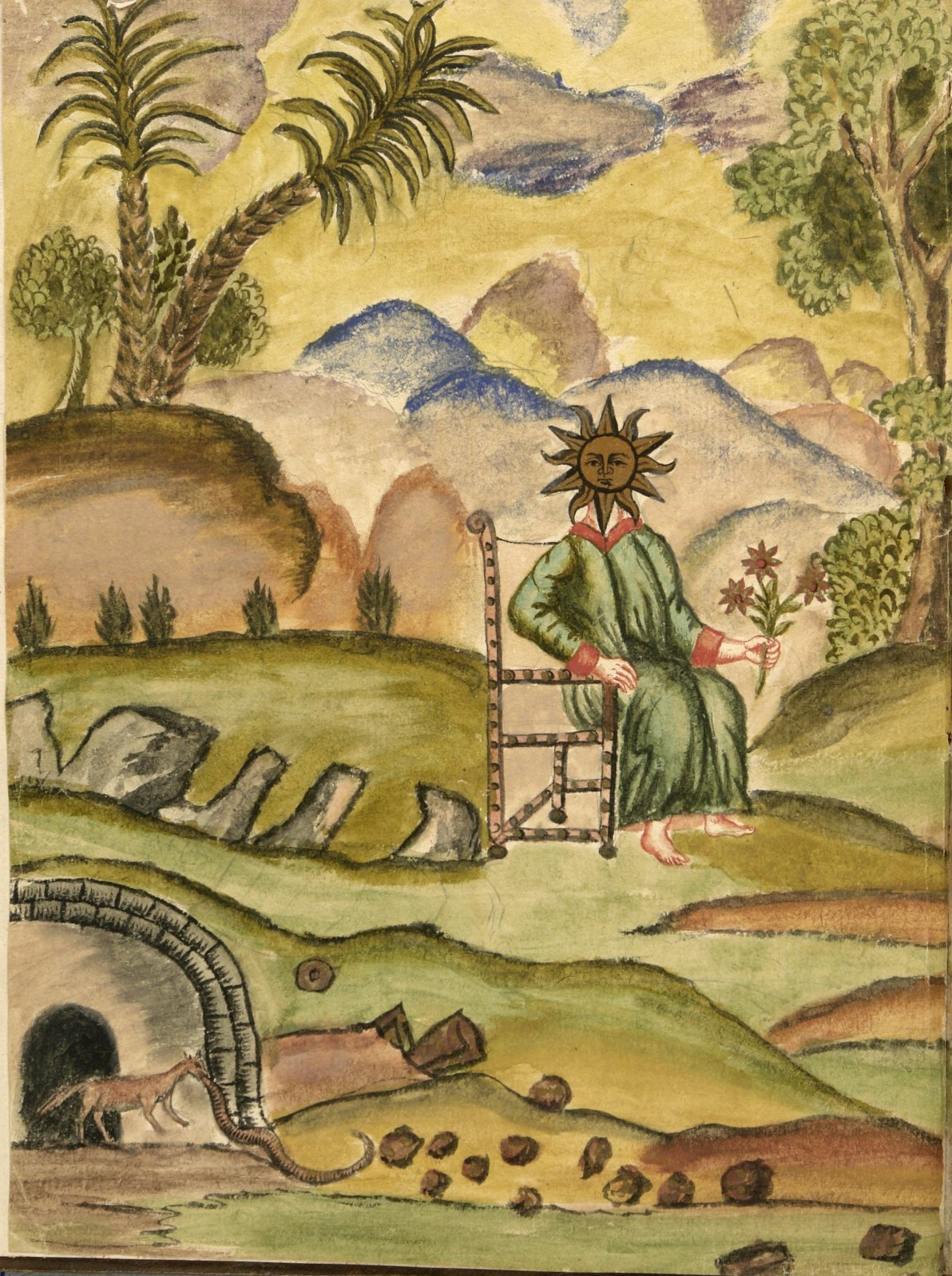
L'illuminazione alchemica (Ms-2-27, Biblioteca Hortis, vol. 3, tavola prima del titolo)

Clavis Artis è il titolo di un manoscritto di alchimia pubblicato in Germania nel tardo XVII o primo XVIII secolo e pseudoepigraficamente attribuito al persiano Zoroaster (Zarathustra). L'opera è in tre volumi di medio formato. Il testo è in scrittura gotica corsiva tedesca ed è corredato da numerose illustrazioni ad acquerello raffiguranti immagini alchemiche. Sono inoltre presenti alcuni disegni a penna che raffigurano strumenti di laboratorio. Si conoscono poche copie del manoscritto, di cui solo due illustrate. La più nota si trova alla Biblioteca dell'Accademia Nazionale dei Lincei, a Roma, dove è catalogata come MS. Verginelli-Rota 15, 16, 17.  Un'altra copia è conservata a Trieste presso la Biblioteca Civica Attilio Hortis, dove è catalogata come Ms-2-27. Il primo e il terzo volume, parzialmente illustrati, si trovano anche alla Národní technická knihovna, a Praga, catalogati come C 1175. Una diversa versione, in un solo volume e priva di illustrazioni, si trova presso la Bayerische Staatsbibliothek, di Monaco di Baviera. Una copia del manoscritto era anche presente presso la Herzogin Anna Amalia Bibliothek, di Weimar, ma è andata distrutta nell'incendio che nel 2004 ha colpito la biblioteca tedesca. L'attenzione degli studiosi verso il manoscritto è relativamente recente per via delle poche copie esistenti e della loro scarsa diffusione. A partire dalla seconda metà degli anni ottanta, alcune sue immagini hanno però acquistato una certa notorietà perché sono comparse in libri e siti Web sull'alchimia. 

## Frontespizio
La pagina prima del titolo riporta la scritta:

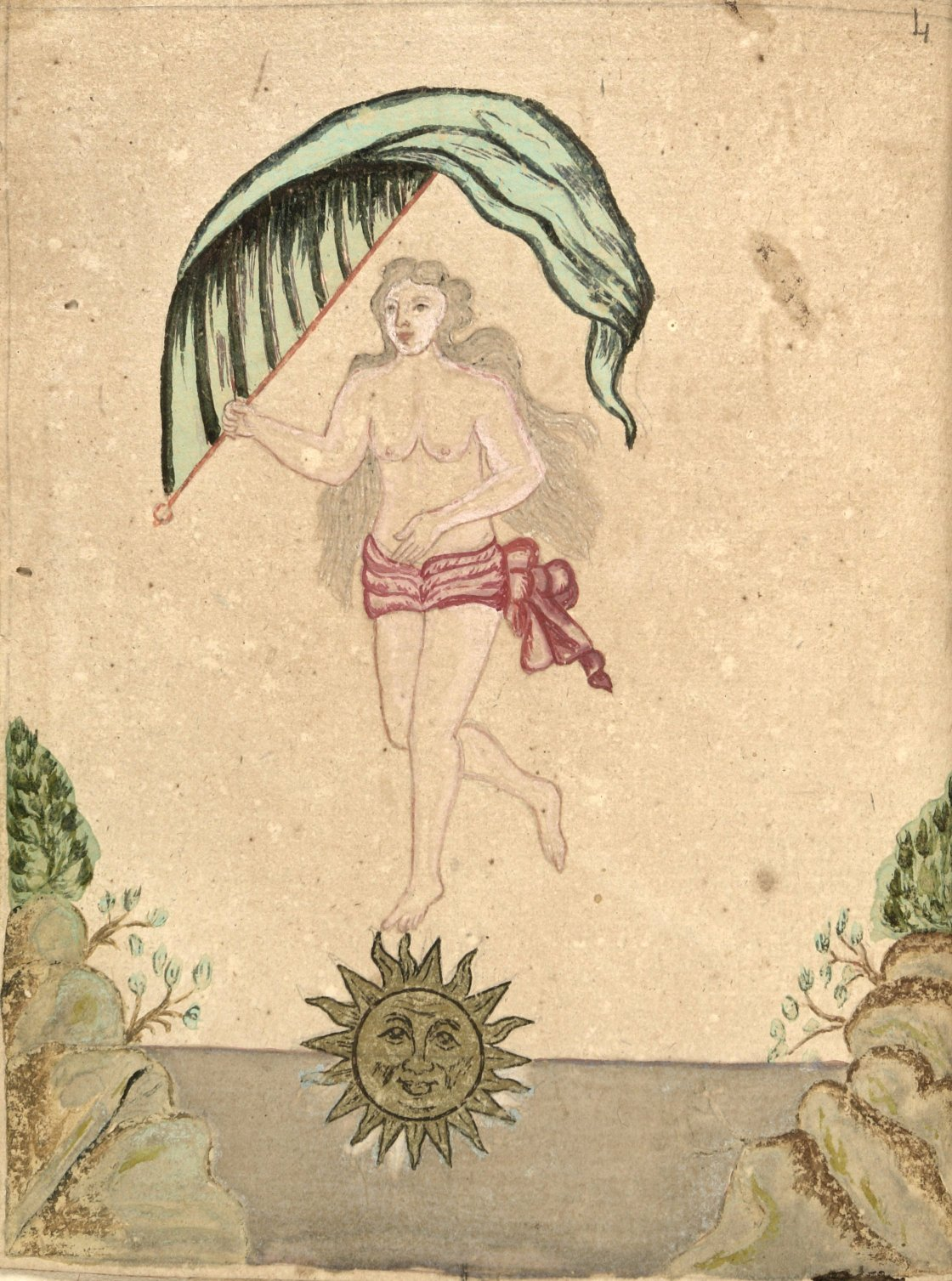
Zoroaster (Ms-2-27, Biblioteca Hortis, vol.1, p. 4)

La pagina del titolo contiene il testo seguente:
Seguono due prefazioni, una dedicata al figlio dell'Arte, firmata I. H. L. e datata Brüssel, 12 giugno 1238 e l'altra firmata Zoroastro e datata, come nel titolo, Anno del Mondo 1996.
La pagina del titolo del volume conservato alla  Bayerische Staatsbibliothek è leggermente diversa, ma parla anch'essa di un manoscritto tradotto dall'arabo nell'anno di Cristo 1236. Vi sono però anche riportati come luogo e data di pubblicazione la città tedesca di Jena e l'anno 1378. Il catalogo della biblioteca tedesca indica, più plausibilmente, come data di pubblicazione l'anno 1738.

## Storia recente del manoscritto

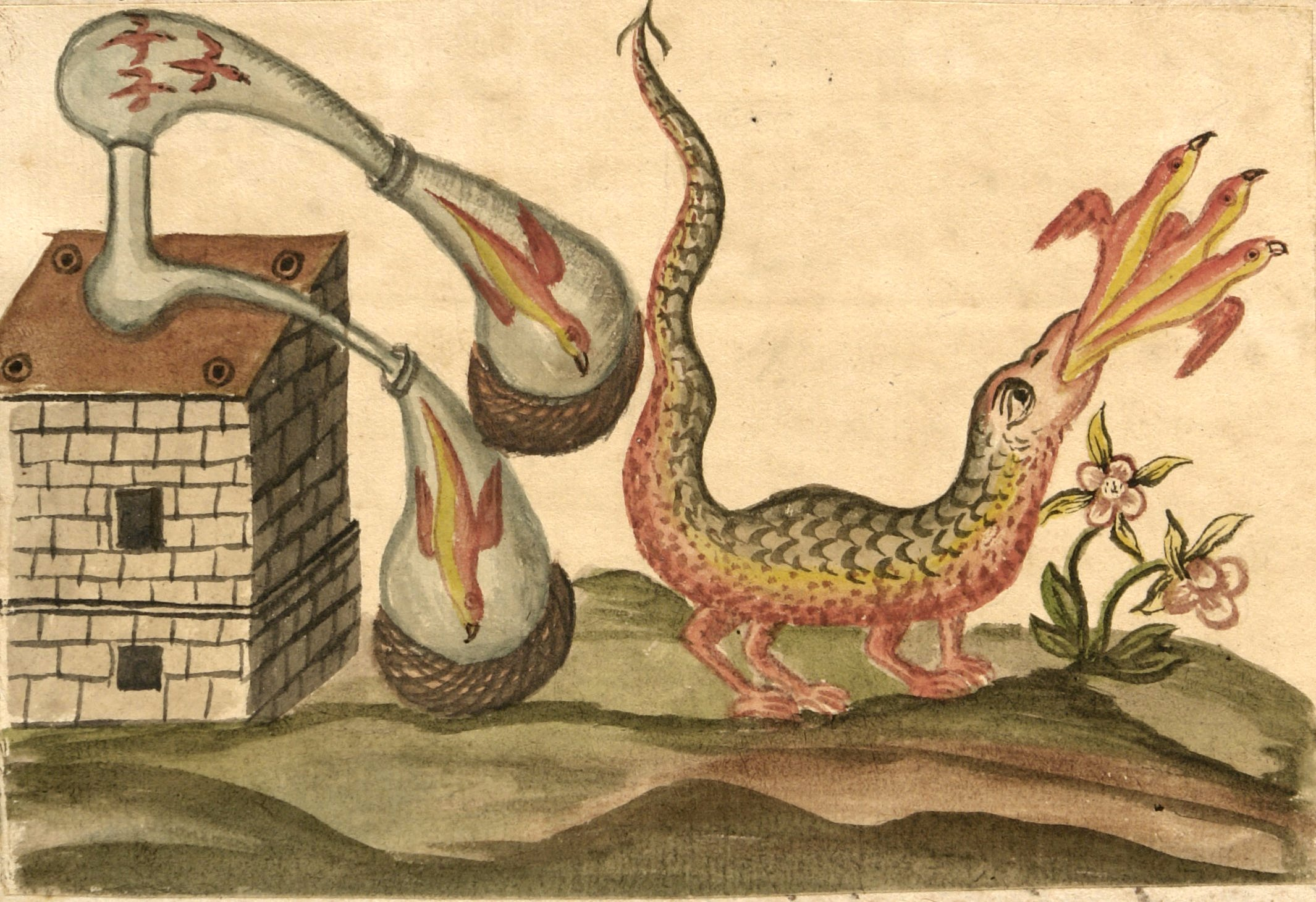
Apparato di distillazione (Ms-2-27, Biblioteca Hortis, vol. 2, p. 22)

La copia che si trova alla Biblioteca dell'Accademia Nazionale dei Lincei fu acquistata dal celebre musicista Nino Rota presso un antiquario di Francoforte negli anni settanta e faceva parte della collezione di antichi testi ermetici raccolta da Rota e dallo scrittore Vinci Verginelli. Alla morte di Rota, nel 1979, Verginelli si accinse alla stesura di un catalogo della collezione, terminato nel 1985, anno in cui la collezione fu donata all'Accademia Nazionale dei Lincei. Il catalogo, in cui è citato anche il Clavis Artis, fu pubblicato nel 1986 dalla casa editrice Il Convivio. Nel 1986, alcune immagini del manoscritto sono state pubblicate sul catalogo della mostra Arte e Alchimia, curata da Mino Gabriele per la Biennale di Venezia. Nel 1989, lo stesso Nardini è autore di un libro dal titolo Zoroaster. Ermetismo e alchimia nelle miniature di un manoscritto del secolo XVII che contiene le riproduzioni a colori di tutte le tavole illustrate e la traduzione in italiano delle due prefazioni. In tale libro, il Nardini, afferma di aver fatto trascrivere in tedesco moderno l'intero testo, ma di aver deciso di non pubblicarlo perché di difficile comprensione e inattendibile. Le poesie che accompagnano ciascuna tavola sono invece di creazione del Nardini stesso e non hanno nessuna relazione con il testo originale.
La copia conservata a Trieste presso la Biblioteca Civica Attilio Hortis è meno nota. Sia le immagini che la scrittura vi appaiono realizzate in modo meno curato di quelle del manoscritto di Roma. Alcune immagini sono mancanti. A pagina 22 del secondo volume è invece presente un'immagine che non compare nel Verginelli-Rota e che mostra un apparato di distillazione da cui fuoriescono tre uccelli. Non è chiaro se uno dei due manoscritti costituisca il modello per l'altro o se entrambi derivino da un'ulteriore versione di cui non si ha notizia, né quale sia la loro relazione con la versione senza immagini che si trova in Germania.

## Ipotesi su autore e contenuti del manoscritto
Le informazioni sull'autore e l'origine del manoscritto sono scarsissime, anche perché prima della sua recente riscoperta non si aveva praticamente alcuna informazione su di esso. I riferimenti alla Rosae et Aurea Crucis sembrano indicare un collegamento con l'Ordine della Rosa-Croce d'Oro (Orden des Gold- und Rosenkreutz), un'organizzazione rosacrociana e massonico-rituale del XVII secolo che dava grande importanza alla pratica dell'alchimia. Non è da escludere che il testo sia effettivamente la traduzione o il riadattamento di un più antico manoscritto di origine araba ad opera di un alchimista rosacrociano e che le immagini siano di origine più recente. Nella Bibliotecha Chemica, un catalogo bibliografico pubblicato a Londra nel 1906 il Ferguson riporta, ritenendola verosimile, l'opinione di Hermann Fichtuld, fondatore della Rosa-Croce d'Oro, che l'autore della Clavis Artis di Zoroastro sia Abraham Eleazar, autore di un più noto testo di alchimia dal titolo Uraltes Chymisches Werk, senza però fornire ulteriori informazioni al riguardo. Fra le due opere ci sono alcune somiglianze. L'Uraltes Chymisches Werk è stato pubblicato a Erfurt, una città della Turingia come Jena, nel 1735. L'immagine di un uomo con i paramenti da rabbino che compare incisa nel frontespizio del libro di Abraham Eleazar è molto simile a quella di Zoroastro che si trova nel primo volume del manoscritto Verginelli-Rota. Sia nel Clavis Artis che nell'Uraltes Chymisches Werk compaiono immagini ispirate a quelle del Livre des figures hiéroglyphiques, pubblicato a Parigi nel 1613 e attribuito all'alchimista Nicolas Flamel, come ad esempio il serpente sulla croce e la strage degli innocenti, che rappresentano in modo allegorico fasi dell'opus alchemicum.

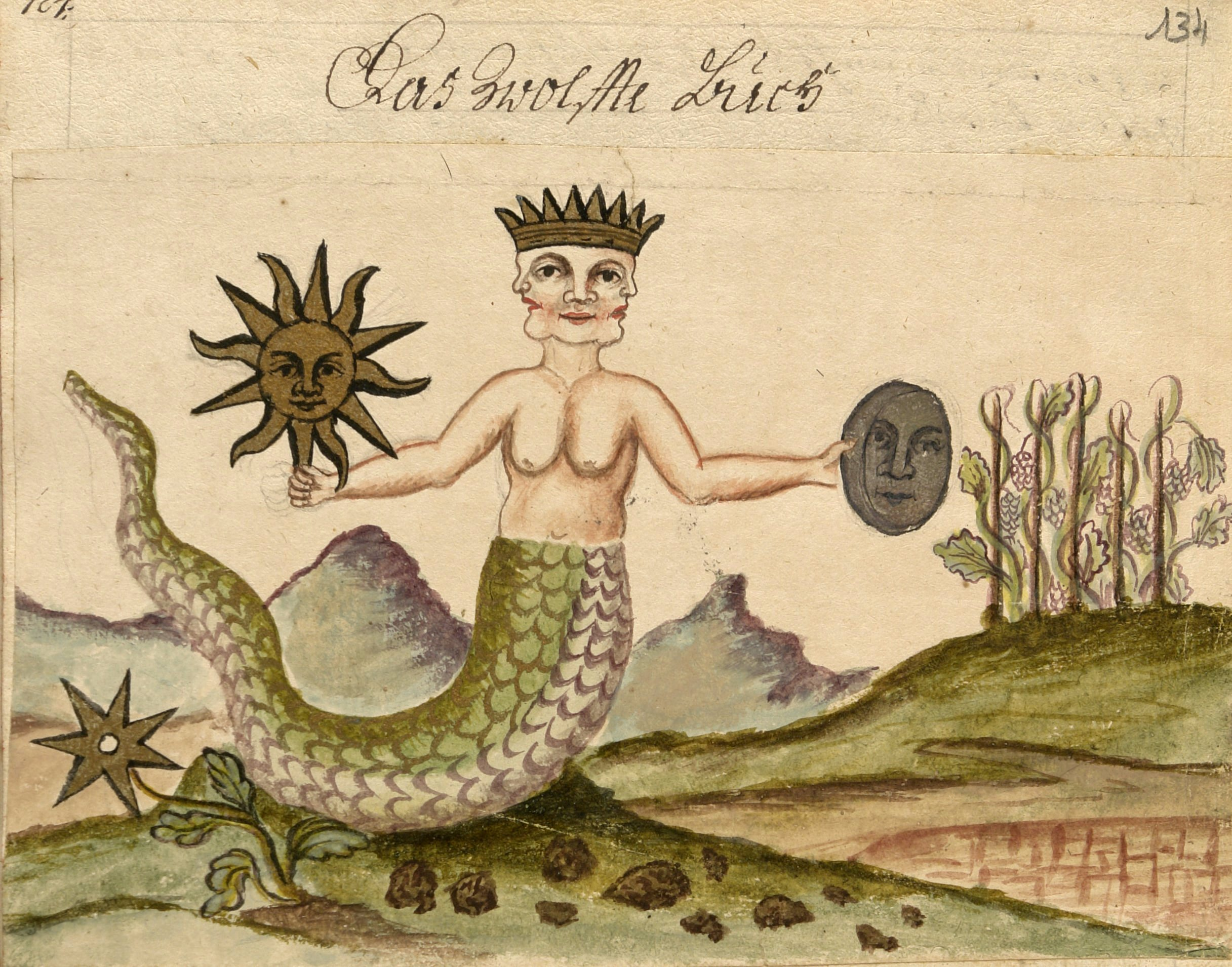
Il serpente mercuriale (Ms-2-27, Biblioteca Hortis, vol. 3, p. 134)

In alcune immagini intercalate ai testi dell'Uraltes Chymisches Werk compare anche la figura, poco frequente nella tradizionale iconografia alchemica, della donna-serpente. Questa figura, che ricorda sia la medievale Melusina che personaggi della mitologia classica come l'Echidna di Esiodo, compare anche diverse volte nelle immagini della Clavis Artis. In particolare, nell'ultima immagine del terzo volume, essa è rappresentata con tre facce, come la dea Ecate. La più antica presenza iconografica di questo tema in opere di alchimia risale al Libro della Santissima Trinità (Buch der heiligen Dreifaltigkeit), un manoscritto tedesco del XV secolo, nel quale è rappresentata una donna-serpente coronata che apre il costato di Cristo con una lancia. Di esseri di questo tipo parla Paracelso nel suo Liber de nymphis, sylphis, pygmaeis et salamandris et de caeteris spiritibus dicendo che esse vivono nel sangue dell'uomo. Lo psicologo Carl Gustav Jung fa corrispondere la figura di Melusina al suo concetto di Anima. Nelle tavole del Clavis Artis, la donna-serpente appare svolgere il ruolo di mediatrice animica fra il corpo e lo spirito, ed è per questo anche identificabile, in linguaggio alchemico, come serpente mercuriale, il principio da cui procedono le tre sostanze di base dell'alchimia paracelsiana: zolfo, mercurio e sale. Numerosi particolari delle illustrazioni del Clavis Artis, come il numero di petali dei fiori o di code dei leoni, sembrano per l'appunto rimandare ai tria principia del pensiero paracelsiano, in opposizione alla più tradizionale teoria aristotelica dei quattro elementi. È quindi ragionevole ipotizzare che il Clavis Artis provenga da ambienti rosacrociani tedeschi dell'inizio del XVIII secolo, nei quali era molto forte l'interesse per l'alchimia di laboratorio e per il pensiero paracelsiano, in opposizione al materialismo scientifico da cui sarebbe da lì a poco nata la chimica moderna.